# Det nye Kina
Det nye Kina er en dansk dokumentarfilm fra 1972 instrueret af Jens Bjerre.

## Handling
Denne artikel mangler et handlingsreferat. Hjælp os med at skrive det.